# Церковь Рождества Пресвятой Богородицы (Краснополье)
Церковь Рождества Пресвятой Богородицы — приходской храм Нижнетагильской епархии Русской православной церкви, расположенный в селе Краснополье Горноуральского городского округа Свердловской области.
Решением исполнительного комитета Свердловского областного Совета народных депутатов от 31 декабря 1987 года присвоен статус памятника архитектуры регионального значения.

## История
Находится на левом берегу реки Виляй на возвышении в центральной части села.
Первое здание церкви было деревянным, одноэтажным, трёхпрестольным. Заложена по грамоте епархиального архиерея Павла, митрополита Тобольского и Сибирского 26 августа 1758 года. Холодный храм был освящён во имя Рождества Пресвятой Богородицы, приделы во имя пророка Илии и Николая Чудотворца.
Строительство капитального каменного здания начато в 1820 году по указу преосвященного Иустина, епископа Пермского и Екатеринбургского. Приделы освящены в 1839 году во имя пророка Илии и Николая Чудотворца. 30 июля 1847 года освящён главный храм во имя Рождества Пресвятой Богородицы.
С 18 сентября 1834 года Петрокаменский завод относился к молитвенному дому, в связи с чем изменился состав причта, три священника, два диакона и три пономаря — ранее, два священника и два псаломщика теперь. В состав прихода входили девять деревень: Реши, Сирбишная, Дрягунова, Продевая, Бабайлова, Фокинцы, Матвеева, Тёмно-осиновая и Соседкова. Имелись часовни в Решах и Сирбишной. Количество прихожан достигало 5000. Церковно-приходской школы не было.
В 1990-е годы в реставрации церкви принимала бригада заключённых нижнетагильской колонии ИК-13 «Красная утка», собранная, осуждённым в то время, схимонахом Сергием (Романовым).

## Архитектура
Здание является образцом храмового зодчества в переходных формах от барокко к классицизму. Ниже по холму от церкви проходит трактовая дорога. К жилой застройке здание обращено только западным фасадом. Каменное объёмное построение включает четверик с трёхгранным, поделённым полукруглым выступом алтарём, более широкую трапезную и колокольню с боковыми пристройками и крыльцом по оси.
Четверик разделён карнизом на уровне трапезной и в обоих ярусах имеет трехчастное членение пилястрами упрощенного рисунка. Входы в храм с севера и юга подчёркнуты лучковыми сандриками и фронтонами над средними пилястрами. Храм увенчан четырёхгранным куполом с главкой на круглом барабане. Окна нижнего яруса четверика, алтаря и трапезной оформлены плоскими «ушастыми» наличниками с замковыми камнями; верхние окна четверика получили аппликативные завершения, как бы подвешенные к карнизу. Колокольня трехъярусная.
Второй ярус — со срезанными углами, лучковыми фронтонами с прямоугольными проёмами в плоских обрамлениях, заключенных между пилястр (рисунок обрамлений сходен с верхними окнами храма). Третий ярус — цилиндрический, прорезанный арочными пролётами, вписанными в плоские арочные ниши.
Завершается колокольня куполом, несущим шпиль. Крыльцо возведено на двух мощных пилонах, соединённых арками между собой и основанием колокольни. Пилоны прямоугольные, обработаны спаренными пилястрами, которые поддерживают фронтон.